# Cosmosoma rubriscapulae
Cosmosoma rubriscapulae är en fjärilsart som beskrevs av William James Kaye 1901. Cosmosoma rubriscapulae ingår i släktet Cosmosoma och familjen björnspinnare. Inga underarter finns listade i Catalogue of Life.